# Teresa Kaliska
Teresa Kaliska, z d. Małowidzka (ur. 13 grudnia 1949) – polska siatkarka, mistrzyni i reprezentantka Polski. Brązowa medalistka mistrzostw Europy juniorek (1969) i seniorek (1971)

## Życiorys
W 1969 reprezentowała Polskę na mistrzostwach Europy juniorek, zdobywając brązowy medal. W reprezentacji Polski seniorek debiutowała 6 sierpnia 1969 w towarzyskim spotkaniu z Rumunią. W 1971 zdobyła brązowy medal mistrzostw Europy, wystąpiła także na mistrzostwach świata w 1970 (9. miejsce) i 1974 (9. miejsce) oraz na mistrzostwach Europy w 1977 (4. miejsce). Zakończyła karierę reprezentacyjną towarzyskim spotkaniem z Japonią - 12 sierpnia 1978. Łącznie w I reprezentacji Polski wystąpiła w 181 spotkaniach, w tym 171 oficjalnych.
Była zawodniczką Spójni Warszawa, Legii Warszawa i Startu Łódź. Z Legią zdobyła wicemistrzostwo Polski w 1968, ze Startem mistrzostwo Polski w 1977, wicemistrzostwo Polski w 1978 i 1980 oraz brązowy medal mistrzostw Polski w 1979.